# Gekko hokouensis
Gekko hokouensis ist eine Geckoart der Gattung Gekko, die in China, Taiwan und Japan verbreitet ist.

## Merkmale

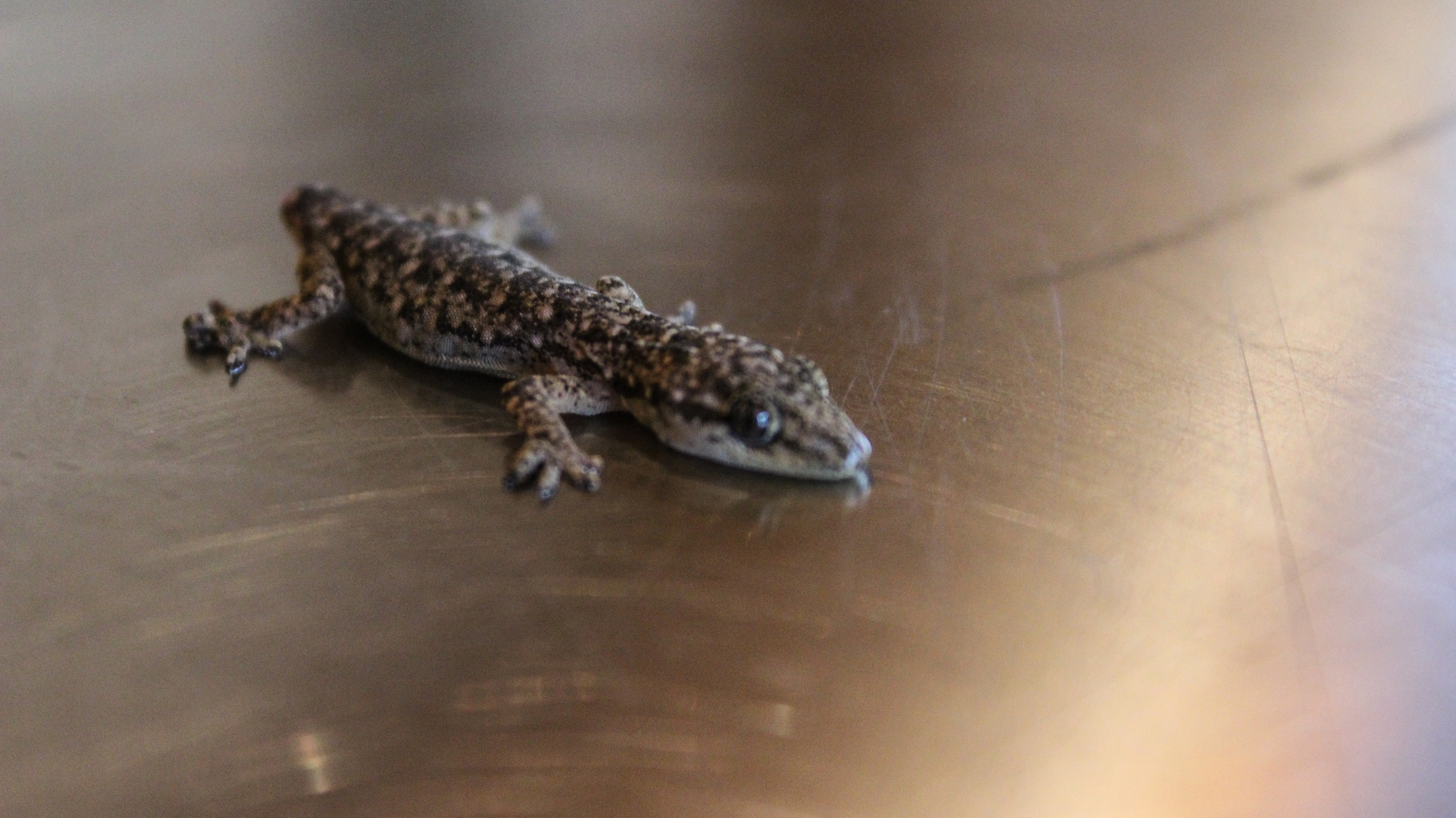

Der Gekko hokouensis ist eine kleine Geckoart mit einer beige-braunen Grundfarbe. Die Kopf-Rumpf-Länge bei frisch geschlüpften Jungtieren liegt bei etwa 2,2 cm, während sie bei adulten Tieren bei mindestens etwa 4,3 cm liegt. Die Weibchen werden größer als die Männchen.
Der Karyotyp besteht aus 2n=38 Chromosomen.

## Lebensweise
Gekko hokouensis ist nachtaktiv und baumbewohnend. Insekten machen den Großteil der Nahrung aus. Wie andere Geckoarten legt auch Gekko hokouensis kalkschalige Eier. Auf den Okinawa-Inseln legen die Weibchen ihre ersten Eier im April und möglicherweise weitere bis Ende Juli. Die Jungtiere schlüpfen im Juli bis November und wachsen innerhalb eines Jahres zur Größe der adulten Tiere, wobei sie im Herbst und Winter zunächst langsam heranwachsen.

## Verbreitungsgebiet und Gefährdung

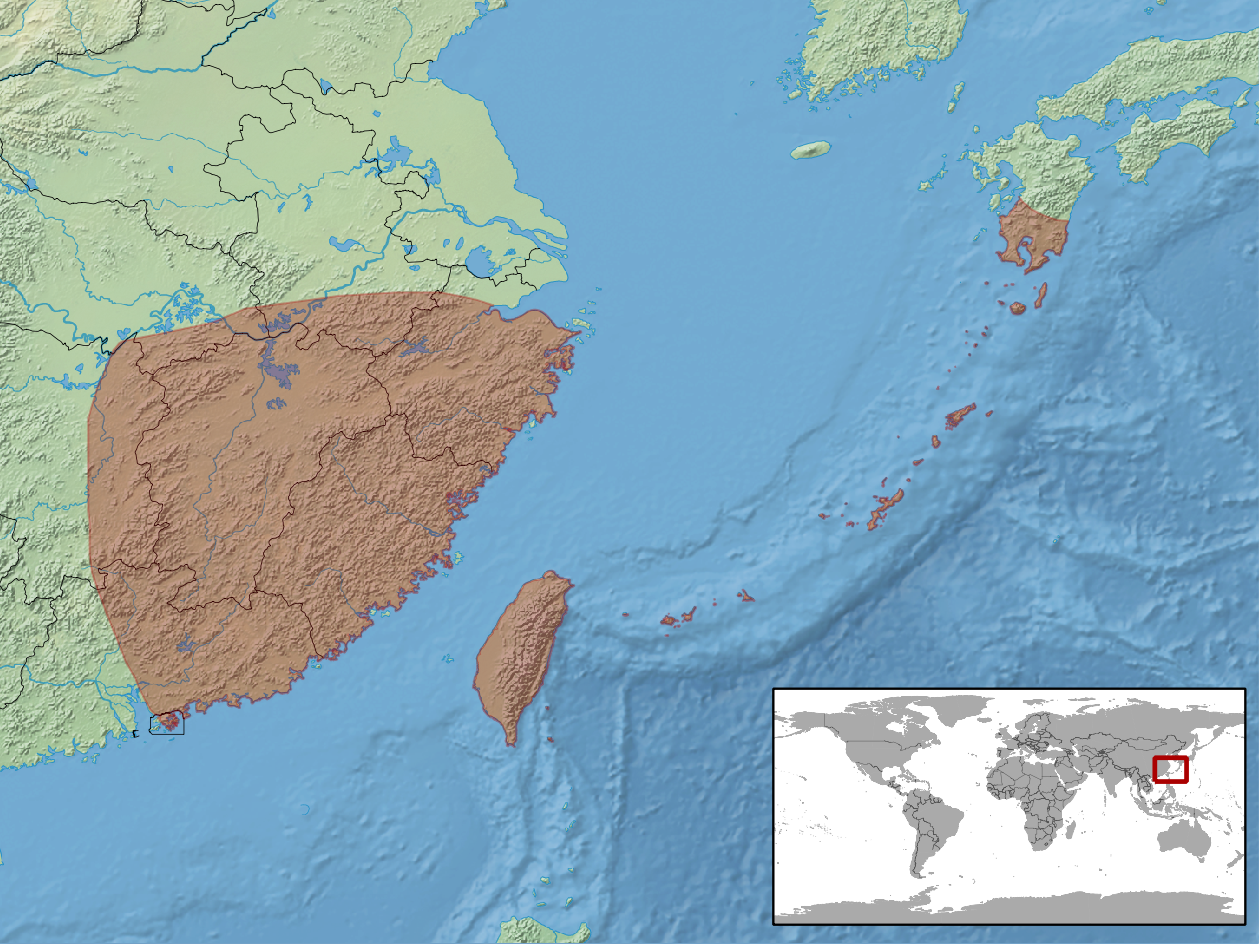
Verbreitungsgebiet von Gekko hokouensis

Die Art ist in Südostchina von den Provinzen Guangxi bis Jiangsu verbreitet und in Taiwan auf der Hauptinsel sowie der Inseln Lan Yu und Lutao. Darüber hinaus findet sie sich auf den Ryūkyū-Inseln und der südlichsten Hauptinsel Kyūshū. In Japan wurde die Art außerhalb ihres natürlichen Verbreitungsgebietes auf Honshū in den Präfekturen Shizuoka, Kanagawa und Wakayama eingeführt sowie auf den Inseln Hachijō-jima der Izu-Inseln, Nakadōri-jima der Gotō-Inseln, Hirashima und Yakushima.
Die IUCN stuft die Art als nicht gefährdet (least concern) ein. In einigen Teilen des Verbreitungsgebietes stellt der invasive Asiatische Hausgecko eine mögliche Bedrohung dar. In China wird die Geckoart für traditionelle chinesische Medizin verwendet.

## Systematik
Die Art wurde 1928 von dem US-amerikanischen Herpetologen Clifford H. Pope als Unterart unter dem Taxon Gekko japonicus hokouensis erstbeschrieben. Innerhalb der Gattung Gekko gehört Gekko hokouensis zur Untergattung Japonigekko. Der genaue taxonomische Status der Art ist noch ungesichert, da sie möglicherweise aus mehreren morphologisch ähnlichen, aber genetisch unterschiedlichen Populationen besteht. Stand 2021 werden keine Unterarten anerkannt.
Synonyme der Art sind chronologisch geordnet nach ihrer jeweils ersten Verwendung:
- Gekko japonicus hokouensis Pope 1928
- Hemidactylus marmoratus Hallowell 1861
- Gehyra intermedia Brown 1902
- Gekko japonicus Stejneger 1907
- Peropus intermedius Chrapliwy 1961
- Gekko hokounensis Zhou, Liu & Li 1982
- Luperosaurus amissus Taylor 1962
- Gekko (Japonigekko) hokouensis Wood 2019

Im Süden Kyūshūs und durch die Einführung von G. hokouensis auch auf Yakushima kommt es dort häufig zur Hybridisierung mit G. yakuensis.